# Flora Zenker

Porträt von Flora Zenker, Pastellbildnis gemalt von Henry Luyten.

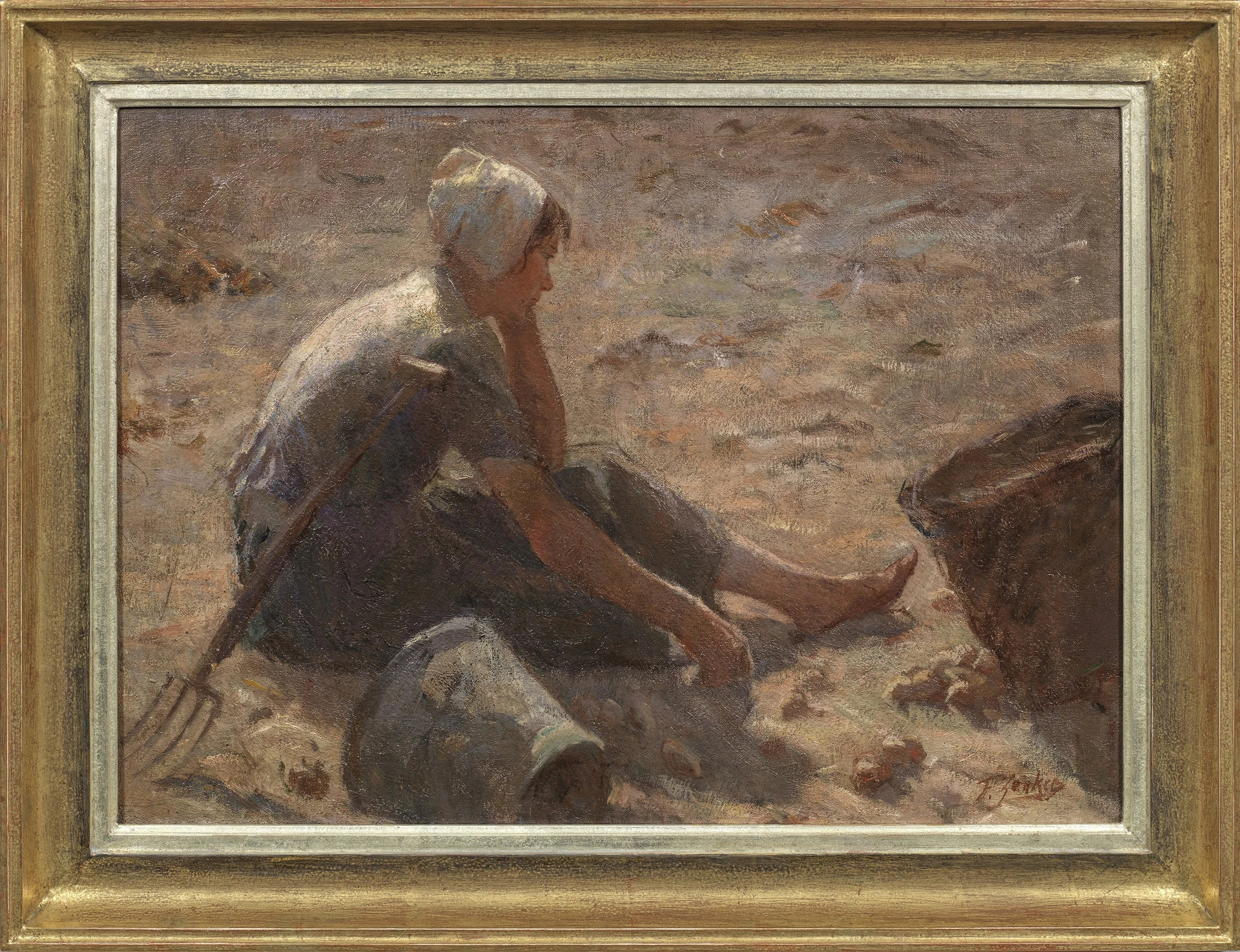
Flora Zenker: rastendes holländisches Bauernmädchen bei der Kartoffelernte

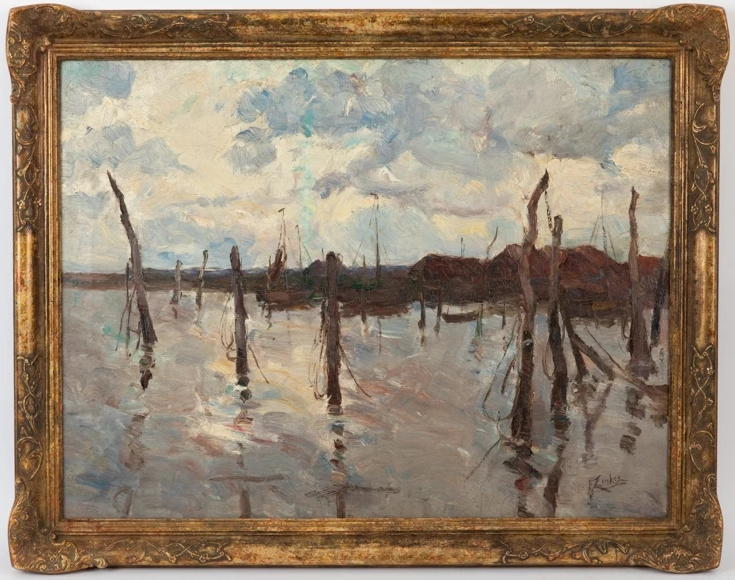
Flora Zenker: Hafenlandschaft

Florentine Auguste Elisabeth „Flora“ Zenker (* 9. Dezember 1870 in Geithain; † 17. Januar 1916 in Dresden) war eine deutsche Malerin.

## Leben
Flora Zenker wurde in Geithain geboren, wo ihr Vater Carl August Zenker seinerzeit als Kommandeur der Reitenden Abtheilung des Kgl. Sächs. 1. Feldartillerie-Regiment Nr. 12 stationiert war. Sie wuchs auf dem später vom Vater erworbenen Rittergut Greisitz im Kreis Sagan auf und besuchte dann die Städtische Höhere Töchterschule in Dresden als Selektanerin. Den ersten Malunterricht erhielt sie bei Emily Lengnick. Danach studierte Zenker bei Eugène Joors in Antwerpen. Anschließend lebte sie mehrere Jahre in München und war Schülerin des Bildhauers Roth. Danach studierte sie bei Robert Sterl in Dresden.
Ab 1902 studierte sie im Institut de Beaux-Arts in Brasschaat bei Antwerpen bei Henry Luyten, welcher in seinem Institut bis zum Ersten Weltkrieg Zulauf von etwa 50 Schülern aus Europa und den Vereinigten Staaten hatte. 1904 folgte ihr Flora Zenkers Schwester (vermutlich „Franziska“) um ebenfalls bei Luyten zu studieren. Im Bestand des Stedelijk Museum Roermond befindet sich ein von Luyten gemaltes Porträt von Franziska Zenker. Im selben Museum befindet sich das Werk „Sonata“ von Luyten von 1907, welches Flora Zenker auf einem Sofa rechts unten als Teil einer Gesellschaft im Rahmen eines Klavierrezitals zeigt. Luyten fertigte im Vorfeld eine Aquarellstudie von Flora Zenker an. In der unteren Reihe von links nach rechts sind abgebildet: Amelie Ruths, Mary B. Poull, Helene Schurig, Baer und Flora Zenker. In der oberen Reihe von links nach rechts sind abgebildet: Mara Corradini, Antoine Emilie (Toni) Müller, König (zentral im Bild), Maria Janssen (am Flügel) und als „la tourneuse des pages“ Hedwig Behnisch. Luyten hat auch sich selbst abgebildet, direkt rechts neben Hedwig Behnisch. Ganz rechts außen ist Henry Rul sichtbar.
Im Mai 1904, wenige Monate nach einer umfangreichen Ausstellung mit Werken von Luyten im Sächsischen Kunstverein, wurde Flora Zenker's Werk „Holländisches Fischermädchen“ im Rahmen der „Großen Dresdner Kunstausstellung“ gezeigt. 1905 hält sie sich mit ihrer Schwester in Reifenstein (Sachsen) auf. In Dresden wohnt Flora Zenker an der Georgenstraße 2. 1906 folgt im Kunstsalon Emil Richter eine Personalausstellung mit gegen 20 Werken von Flora Zenker. Während des Sommers 1906 kehrt sie nach Brasschaat zurück, um erneut bei Luyten zu studieren. 1907 befindet sich ihr Wohnsitz an der Pulsnitzerstraße 1 in der Äußeren Neustadt in Dresden. 1907 nimmt sie an der Exposition Générale des Beaux-Arts in Brüssel teil. Im Juni 1913 hält sie sich unter anderem mit Maria Janssen in der Provinz Noord-Brabant auf. Um 1913/1914 wohnt Flora Zenker in Jena.
Flora Zenker war Mitglied der Gruppe Dresdner Künstlerinnen, Ortsverband Dresdner Künstlerinnen, des 1908 neu gegründeten Bundes deutscher und österreichischer Künstlerinnenvereine. 1916 fand eine Nachlassausstellung in der Galerie Arnold mit um die hundert Werken von Flora Zenker statt.
 Die von Philipp Kropp gehaltene Gedächtnisrede ist im Ausstellungskatalog von 1916 abgedruckt. Der Ausstellungskatalog enthält auch die Abbildung eines von Luyten geschaffenen Pastellbildnisses von Flora Zenker, sowie die Reproduktion des Gemäldes „Muschelfischer V“ von 1913 von Flora Zenker.

## Werk
Flora Zenkers Werk ist beeinflusst von der Haager Schule, von Max Liebermann als Vertreter des deutschen Impressionismus und von Henry Lyuten. Sie gilt als eine der begabtesten Schülerinnen aus dem Umkreis von Luyten. Werke von Flora Zenker wurden an den großen Ausstellungen in Berlin, München, Dresden und Brüssel gezeigt. Zu Lebzeiten fanden mehrere Personalausstellungen statt.

## Ausstellungen (Auswahl)
- 1904: Große Dresdner Kunstausstellung[11]
- 1906: Kunstsalon Emil Richter, Personalausstellung Flora Zenker, mit rund 20 Bildern[17][18]
- 1907: Exposition Générale des Beaux-Arts, Brüssel[12]
- 1907: Münchner Jahresausstellung[19]
- 1907: Kunstsalon Rudolf Bangel, Frankfurt am Main.[20]
- 1908: Liegnitzer Kunstverein, 4. Juli, Sonderausstellung Flora Zenker[21]
- 1911: Kunsthalle zu Kiel, Sonderausstellung Flora Zenker[22]
- 1911: Münchner Jubiläumsausstellung im Glaspalast zu Ehren des 90. Geburtstages des Prinzregenten Luitpold von Bayern
- 1912: Ausstellung „Frauenkunst“ in Dresden, Bund deutscher und österreichischer Künstlerinnenvereine, in den Räumlichkeiten des Sächsischen Kunstvereins, ab 7. April 1912 (Ostersonntag), unter Teilnahme der Ortsgruppen aus Dresden, Berlin, Braunschweig, Bremen Breslau, Kassel, München und Wien[23][24]
- 1913: Suermondt-Ludwig-Museum[25]
- 1913: Kunstausstellung im Frauenklub Dresden 1910 an der Johann-Georgen-Allee 13, der heutigen Lingnerallee[26]
- 1914: Münchner Jahresausstellung[27]
- 1915: Große Berliner Kunstausstellung
- 1916: Nachlassausstellung in der Galerie Arnold